# 吉奧爾基七世
吉奧爾基七世（？—1407年）是一位喬治亞國王，巴格拉特五世之子。他的母親是海倫·梅加勒·科穆寧，特拉比松皇帝瓦西里的女兒。

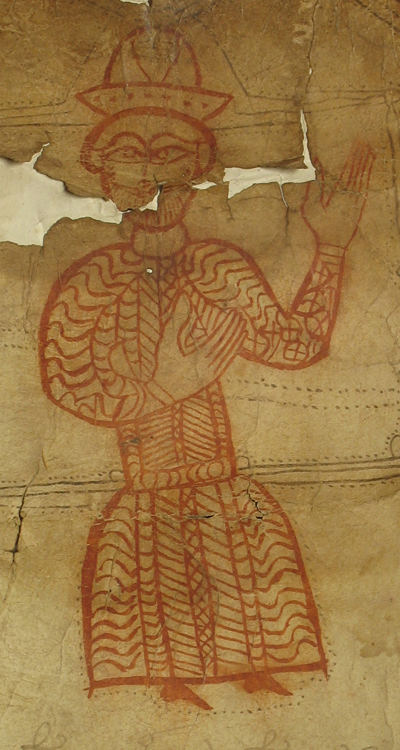
吉奧爾基七世

吉奧爾基在父親巴格拉特五世1393年去世後登上王位。1401年，帖木兒再度入侵喬治亞，吉奧爾基向其議和，簽訂沙姆闊爾停火協議。他在1407年去世，他的異母弟君士坦丁一世繼位。